# آنتونی ترولوپ
آنتونی ترولوپ (زادروز: ۲۴ آوریل ۱۸۱۵ مرگ:۶ دسامبر ۱۸۸۲ (۶۷ سال)، رمان‌نویس انگلیسی در دوره ویکتوریا است.
 عمده‌ترین اثرش ششگانه سرگذشت بارسِت شایر است. او از نویسندگان اخلاق‌گرا محسوب می‌شود.